# فيكتور هوغن
فيكتور هوغن (بالإنجليزية: Victor Hogan) هو رامي القرص جنوب أفريقي، ولد في 25 يوليو 1989 في Vredenburg ‏ في جنوب أفريقيا.

## وصلات خارجية
- فيكتور هوغن على موقع الاتحاد الدولي لألعاب القوى (الإنجليزية)
- فيكتور هوغن على موقع الدوري الماسي (الإنجليزية)
- فيكتور هوغن على موقع اللجنة الأولمبية الدولية (الإنجليزية)
- فيكتور هوغن على موقع اتحاد ألعاب الكومنولث (مؤرشف) (الإنجليزية)